# 文莱皇室最高勋章
文莱皇室最高勋章是文莱王室设立的勋章。它于1954年3月1日由蘇丹奧瑪阿里賽義夫汀三世创立。该勋章附有勳銜“DK”以及头衔“Dato Laila Utama”。

## 获授者

### 王室成员

#### 文莱王室
- 蘇丹奧瑪阿里賽義夫汀三世，第28世汶萊蘇丹
- 蘇丹哈桑纳尔·博尔基亚，第29世汶萊蘇丹
- 王儲妃薩拉，穆赫塔迪·比拉王儲之妻（2005）

#### 外国王室
- 端姑阿都·拉曼，马来亚联合邦最高元首、森美兰第8任最高统治者（1957年）
- 东姑阿都拉曼，马来西亚第1任首相（1959年）
- 端姑查化，马来西亚第10任最高元首、森美兰第10任最高统治者（1968年）
- 女皇伊丽莎白二世，聯合王國及其它英聯邦王國女王（1972年）
- 爱丁堡公爵菲利普亲王，英国君主配偶（1972年）
- 苏丹马末·依斯干达，马来西亚第8任的最高元首、柔佛州第24任苏丹（1972年）
- 苏丹哈芝阿末·沙·阿穆斯达因·比拉，马来西亚第7任最高元首、彭亨州第5任蘇丹（1980年）
- 王后努爾，約旦第3任国王侯賽因·賓·塔拉勒的第4個妻子（1984年）
- 国王查爾斯三世，联合王国及其它英聯邦王國国王（获授时任威尔士亲王）
- 王后诗丽吉，泰国国王普密蓬·阿杜德（拉瑪九世）的妻子（1990年）
- 公主诗琳通，泰国国王普密蓬·阿杜德（拉瑪九世）的次女（1990年）
- 王后希爾維亞，瑞典王后（2004年）
- 王后拉尼婭，約旦第4任国王阿卜杜拉二世之妻
- 国王威廉-亞歷山大，荷蘭國王（获授时任奧蘭治-拿騷親王）
- 王后马克西玛，荷蘭王后（获授时任奧蘭治-拿騷親王之妻）
- 王子瓦利德·本·塔拉勒·阿勒沙特，沙特阿拉伯王國王子

### 国家领导人

#### 国家元首
- 尤索夫·伊萨，新加坡第1任总统（1960年；获授时任州元首）
- 菲德尔·瓦尔德斯·拉莫斯，菲律宾第12任总统（1988年）
- 蘇哈托，印度尼西亚第2任总统（1988年）
- 穆罕默德·胡斯尼·穆巴拉克，埃及第四任总统
- 格洛丽亚·马卡帕加尔-阿罗约，菲律宾第14任总统（2001年）[2][3]
- 列昂尼德·库奇马，乌克兰第2任总统（2004年）
- 苏西洛·班邦·尤多约诺，印度尼西亚第6任总统（2006年）[4]
- 泰益瑪目，马来西亚砂拉越第7任州元首（2014年）[5]
- 佐科·維多多，印度尼西亚第7任总统（2015年）[6]

#### 政府首脑
- 李光耀，新加坡第1任总理（1990年）[7]
- 马哈迪·莫哈末，马来西亚第4及第7任首相（1997年）[8]
- 阿都拉·巴达威，马来西亚第5任首相（2010年）[9]
- 李显龙，新加坡第3任总理（2022年）[10]

#### 配偶
- 西蒂·哈迪娜，印度尼西亚第一夫人（1988年）